# Кузьниця-Скакавська
Кузьниця-Скакавська (пол. Kuźnica Skakawska) — село в Польщі, у гміні Верушув Верушовського повіту Лодзинського воєводства.
Населення — 753 особи (2011).
У 1975-1998 роках село належало до Каліського воєводства.

## Демографія
Демографічна структура станом на 31 березня 2011 року:
|          | Загалом | Допрацездатний вік | Працездатний вік | Постпрацездатний вік |
| -------- | ------- | ------------------ | ---------------- | -------------------- |
| Чоловіки | 373     | 91                 | 254              | 28                   |
| Жінки    | 380     | 80                 | 230              | 70                   |
| Разом    | 753     | 171                | 484              | 98                   |